# Yonkoma

Cấu trúc truyền thống của yonkoma

Manga yonkoma (4コマ漫画 "manga bốn khung tranh", hay đọc gọn là 4-koma), là một định dạng khung tranh của manga, thường có các trang gồm bốn khung sắp xếp theo chiều từ trên xuống (đôi khi nó sắp xếp theo chiều ngang từ phải sang trái hoặc sử dụng kiểu hai cột song song, tùy theo nhu cầu bố trí của tác phẩm). Mặc dù từ yonkoma bắt nguồn từ Nhật Bản, phong cách này cũng có thể xuất hiện ngoài nước, như tại một vài quốc gia châu Á (trường hợp của Chú Thoòng) cũng như thị trường tiếng Anh.